# Ray Felix
Pour les articles homonymes, voir Félix.
Raymond « Ray » Darlington Felix, né le 10 décembre 1930 à New York, décédé le 28 juillet 1991, dans le Queens, est un ancien joueur américain de basket-ball. Il évolue durant sa carrière au poste de pivot.

## Biographie
Sélectionné par les Bullets de Baltimore en 1953, Ray Felix est élu rookie de l'année en 1954 et est sélectionné pour le All-Star Game. Il réalise alors sa meilleure saison, et change d'équipe l'année suivante pour évoluer avec les Knicks de New York. Il y reste jusqu'en 1959-1960, saison au cours de laquelle il change de club pour les Minneapolis Lakers. Il prend sa retraite à l'issue de la saison 1962, après une défaite face aux Celtics de Boston en finale avec son équipe des Lakers de Los Angeles.

## Palmarès
- Champion ABL 1953
- NBA Rookie of the Year 1954